# Лига американских писателей

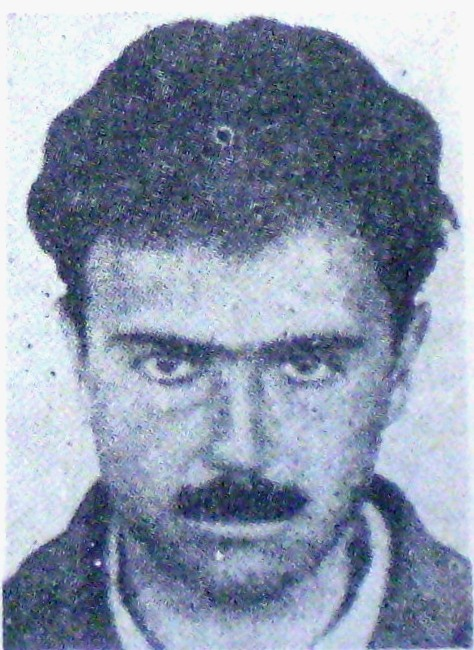
Писатель Уолдо Фрэнк, первый президент Лиги американских писателей (1935—1937).

Лига американских писателей (англ. League of American Writers) — ассоциация американских писателей, драматургов, поэтов, журналистов и литературоведов, созданная Коммунистической партией США (CPUSA) в 1935 году. В эту группу входили как члены Коммунистической партии, так и так называемые «попутчики», которые тесно следовали политической линии Коммунистической партии, и «сочувствующие».
Политические цели Лиги менялись со временем по мере изменения партийной линии. На момент возникновения в 1935 г. организация занимала активную антифашистскую позицию. После подписания германо-советского пакта 1939 года Лига перешла на антивоенную позицию, и наконец, стала активно поддерживать войну после вторжения Германии в Советский Союз в июне 1941 года. Организация сыграла активную роль в поддержке республиканской Испании во время гражданской войны в Испании, а также в оказании финансовой и моральной поддержки нуждающимся писателям в Соединенных Штатах и на международном уровне.
Организация была распущена в январе 1943 года.

## История
Лига американских писателей была создана на 1-м Конгрессе американских писателей 26-28 апреля 1935 года
Организация была связана с Международным союзом писателей-революционеров (IURW) а также с Международной ассоциацией писателей в защиту культуры и являлась американским эквивалентом Британской лиги писателей. Первоначальные участники: Александр Трахтенберг из en:International Publishers, Франклин Фолсом, Луис Унтермейер, Артур Миллер, Лилиан Хеллман, Дэшил Хэммет и Майра Пейдж.
Конгресс (съезд) проводился 1 раз в 2 года. Организация также имела несколько местных отделений, которые проводили мероприятия по сбору средств и распространению информации по вопросам, представляющим интерес для Лиги. Отделения имелись в Нью-Йорке, Вашингтоне, округ Колумбия, Бостоне, Чикаго, Сан-Франциско и Миннеаполисе. Организация публиковала официальный бюллетень «Вестник Лиги американских писателей».
В течение следующих нескольких лет в организацию вступил ряд известных писателей, среди которых были Томас Манн, Джон Стейнбек, Эрнест Хемингуэй, Теодор Драйзер, Джеймс Фаррелл, Арчибальд МакЛиш, Лилиан Хеллман, Натанаэл Уэст, Эльза Гидлоу и Уильям Карлос Уильямс. Однако участие многих этих известных деятелей в делах Лиги часто было номинальным, и ограничивалось подписью случайной петиции. Привлечение известных деятелей стало возможным во многом благодаря тому, что на втором конкгрессе (июнь 1937) была существенно приглушена революционно-коммунистическая риторика.
В том же 1937 году Фрэнк ушёл с должности президента Лиги из-за того, что поставил под сомнение доказательства и приговоры, вынесенные на московских показательных процессах. Его сменил на посту президента Дональд Огден Стюарт. Профессиональным главой организации в качестве исполнительного секретаря с 1937 по 1942 год был активный деятель Коммунистической партии Франклин Фолсом.
Среди вице-президентов были такие известные деятели, как Ван Вик Брукс, Эрскин Колдуэлл, Малкольм Коули, Поль Де Крюи, Лэнгстон Хьюз, Меридель Лесер и Эптон Синклер.
После подписания пакта Молотова — Риббентропа осенью 1939 года Лига американских писателей изменила свою официальную риторику: вместо пропаганды коллективной безопасности против фашизма в Европе она перешла к политике противодействия так называемой «империалистической войне» в соответствии с изменением политической линии Коммунистического Интернационала и Компартии США. Это резкое изменение не обошлось даром: ряд видных писателей покинули ряды организации. Среди ушедших были Арчибальд Маклиш, Малкольм Коули, Ван Вик Брукс, Томас Манн и Гранвиль Хикс.
В январе 1940 года Лига сформировала Комитет по сохранению Америки вне войны. Членами группы были: Лилиан Хеллман, Дашил Хэмметт, Лоуренс А. Голдстоун, Элеонора Флекснер, Лен Зинберг, Шеймас О’Шил, Соня Райзисс и другие.
Теодор Драйзер был почетным президентом Лиги американских писателей в 1941 году.
Лига снова резко изменила свою политическую позицию после германского вторжения в СССР летом 1941 года. Отказавшись от антивоенной позиции, Лига американских писателей вновь стала выступать за вступление Америки во Вторую мировую войну на стороне Советского Союза.
Лига американских писателей была распущена в январе 1943 года.
Архив Лиги американских писателей находится в библиотеке Бэнкрофта Калифорнийского университета в Беркли. Коллекция была микрофильмирована, а негативы хранятся в отделе редких книг и специальных коллекций университета.